# Селевиния
Селеви́ния, или боялычная соня (лат. Selevinia betpakdalaensis), — вид млекопитающих из семейства соневых отряда грызунов, единственный вид рода селевиний (лат. Selevinia). 

## История открытия
Во время экспедиции, организованной в 1938 году молодым зоологом, доцентом Казахского университета  Виктором Селевиным, в пустыне Бетпак-Дала, расположенной между озером Балхаш, низовьем реки Сарысу и рекой Чу, были добыты 5 экземпляров ранее неизвестного для науки зверька. Один из них, ставший типовым экземпляром, был добыт 5 августа 1938 года на северной окраине пустыни Бетпак-Дала в урочище Кзыл-Уй. Экспедиция закончилась на южной стороне пустыни у станции Чу. Селевин с шофёром вернулись древними караванными путями через весь Казахстан в Семипалатинск. Там Виктор заболел тяжелым гриппом. Чуть оправившись от него, он приезжает в Алма-Ату, успевает сделать доклад, сдать отчет и умирает от осложнений после недолеченной болезни.  Это произошло ровно через три месяца после открытия нового вида, 4 ноября 1938.   
Участник экспедиции Борис Алексеевич Белослюдов  (1915—1949) обращается за помощью к ассистенту той же кафедры, где работал Селевин, Валериану Семёновичу Бажанову. Вскоре они вместе публикуют статью с описанием нового рода и вида в честь умершего первооткрывателя В. А. Селевина — селевинией. Ещё через год выходит вторая статья, но  другой последовательностью тех же авторов, в которой они описывают новое семейство грызунов Seleviniidae. А спустя ещё 2 года, чтобы утвердить свой приоритет на международном уровне,  те же авторы опубликовали сообщение на английском языке. Несколько десятилетий считалось, что это единственное семейство млекопитающих эндемичное для Казахстана и для всего СССP. В отечественных сводках оно упоминается в ранге подсемейства более чем через полвека, из зарубежных оно исчезло чуть раньше. Одно из последних научных сообщений Бажанова посвящено селевинии.

## Внешний вид
Внешне похожа на мышь. Длина тела до 9,5 см, хвоста до 7,5 см, масса тела — 30-35 граммов. Мех густой, пышный. Хвост густо покрытый короткими волосами, между которыми не видно роговых чешуек. Окраска верхней стороны тела серая, нижней — беловатая. Уши относительно большие (14—18 мм); они могут смыкаться в трубочку и развёртываться, как веер.

## Распространение
Селевиния — эндемик Казахстана. Обитает в полынно-солянковых пустынях Центрального и Восточного Казахстана от 50° северной широты и до границы на юге. Всюду редка. Часть повторяющихся находок селевинии связана с зарослями реликтового растения — спиреантуса (таволгоцвета), эндемика Средней Азии.

## Образ жизни

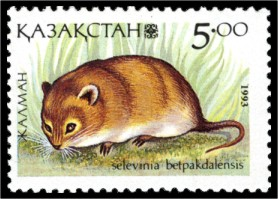
Боялычная соня на почтовой марке Казахстана, 1993 год

Селевиния хорошо лазает по веткам кустов. Активна в сумерки.  В выводке до 8 детёнышей. Линька у селевинии очень своеобразна. По наблюдениям, она происходит путём отслаивания кусочков эпидермиса вместе с сидящими на нём волосами. Под отслоившимся эпидермисом к этому времени уже появляется густая щётка новых волос. Зимой впадает в спячку.

## Питание
Основу рациона составляют насекомые, в основном саранчовые. Охотятся также на паукообразных (тарантулы). Может долго обходиться без питьевой воды, довольствуясь той влагой, которая содержится в добыче. Охотится в сумерках.

## Генетика и филогения
В 2024 году сотрудники Зоологического института РАН в статье, опубликованной в журнале Scientific Reports, сообщили о расшифровке митохондриального генома селевинии и провели филогенетический анализ, по результатам которого подтвердили её генетическую близость к мышевидным соням, а также принадлежность к подсемейству Leithiinae. По их данным, митогеном селевинии имеет длину 16,6 кБ и включает 13 белок-кодирующих генов, два гена рРНК, 22 гена тРНК и предположительный контрольный район.